# João Augusto de Anhalt-Zerbst
O príncipe João Augusto de Anhalt-Zerbst (29 de Julho de 1677 - 7 de Novembro de 1742) foi um príncipe alemão da Casa de Ascânia e governante do principado de Anhalt-Zerbst.
Era o filho mais velho do príncipe Carlos de Anhalt-Zerbst e da sua esposa, a duquesa Sofia de Saxe-Weissenfels.

## Biografia
Em 1718, após a morte do seu pai, João Augusto sucedeu-o como príncipe de Anhalt-Zerbst.
João Augusto casou-se pela primeira vez com a duquesa Frederica de Saxe-Gota-Altemburgo, filha do duque Frederico I de Saxe-Gota-Altemburgo, a 25 de Maio de 1702 em Zerbst. Não tiveram filhos. Casou-se depois uma segunda vez com a duquesa Hedvig Frederica de Württemberg-Weiltingen, filha do duque Frederico Fernando de Württemberg-Weiltingen, a 8 de Outubro de 1715 em Zerbst. Desta união também não nasceram descendentes.
Uma vez que João Augusto morreu sem deixar descendentes, a linha mais velha de Anhalt-Zerbst ficou extinta. Após a sua morte, o principado foi herdado por dois dos seus primos, os príncipes de Anhalt-Dornburg.

## Genealogia
| João Augusto de Anhalt-Zerbst | Pai: Carlos de Anhalt-Zerbst   | Avô paterno: João VI de Anhalt-Zerbst           | Bisavô paterno: Rudolfo de Anhalt-Zerbst           |
| João Augusto de Anhalt-Zerbst | Pai: Carlos de Anhalt-Zerbst   | Avô paterno: João VI de Anhalt-Zerbst           | Bisavó paterna: Madalena de Oldemburgo             |
| João Augusto de Anhalt-Zerbst | Pai: Carlos de Anhalt-Zerbst   | Avó paterna: Sofia Augusta de Holstein-Gottorp  | Bisavô paterno: Frederico III de Holstein-Gottorp  |
| João Augusto de Anhalt-Zerbst | Pai: Carlos de Anhalt-Zerbst   | Avó paterna: Sofia Augusta de Holstein-Gottorp  | Bisavó paterna: Maria Isabel da Saxónia            |
| João Augusto de Anhalt-Zerbst | Mãe: Sofia de Saxe-Weissenfels | Avô materno: Augusto de Saxe-Weissenfels        | Bisavô materno: João Jorge I da Saxónia            |
| João Augusto de Anhalt-Zerbst | Mãe: Sofia de Saxe-Weissenfels | Avô materno: Augusto de Saxe-Weissenfels        | Bisavó materna: Madalena Sibila da Prússia         |
| João Augusto de Anhalt-Zerbst | Mãe: Sofia de Saxe-Weissenfels | Avó materna: Ana Maria de Mecklemburgo-Schwerin | Bisavô materno: Adolfo Frederico I de Mecklemburgo |
| João Augusto de Anhalt-Zerbst | Mãe: Sofia de Saxe-Weissenfels | Avó materna: Ana Maria de Mecklemburgo-Schwerin | Bisavó materna: Ana Maria da Frísia Oriental       |